# Moonspell
Moonspell je portugalská gothic metalová skupina s death metalovými, doom metalovými a black metalovými prvky. Kapela byla založena v roce 1992 a své první EP Under the Moonspell vydala roce 1994, rok před vydáním debutového alba Wolfheart. Rychle si získala výjimečné postavení a stala se nejznámější kapelou v Portugalsku. Moonspell dosáhli nejvyššího umístění v portugalském hudebním žebříčku experimentálním albem Sin/Pecado. Spolu s kapelami Metallica a Iron Maiden byli jedinou metalovou kapelou, která obsadila první místo v Portugalsku — stalo se tak po vydání alba Memorial v roce 2006. Se stejným albem se Moonspell stali první portugalskou heavy metalovou skupinou, která získala zlatou desku. Kapela se těší velké popularitě i v Německu, kde se album Memorial vyšplhalo na 68. místo v žebříčku Top 100. Moonspell občas koncertovala se spřátelenou českou black metalovou skupinou Root.

## Členové skupiny

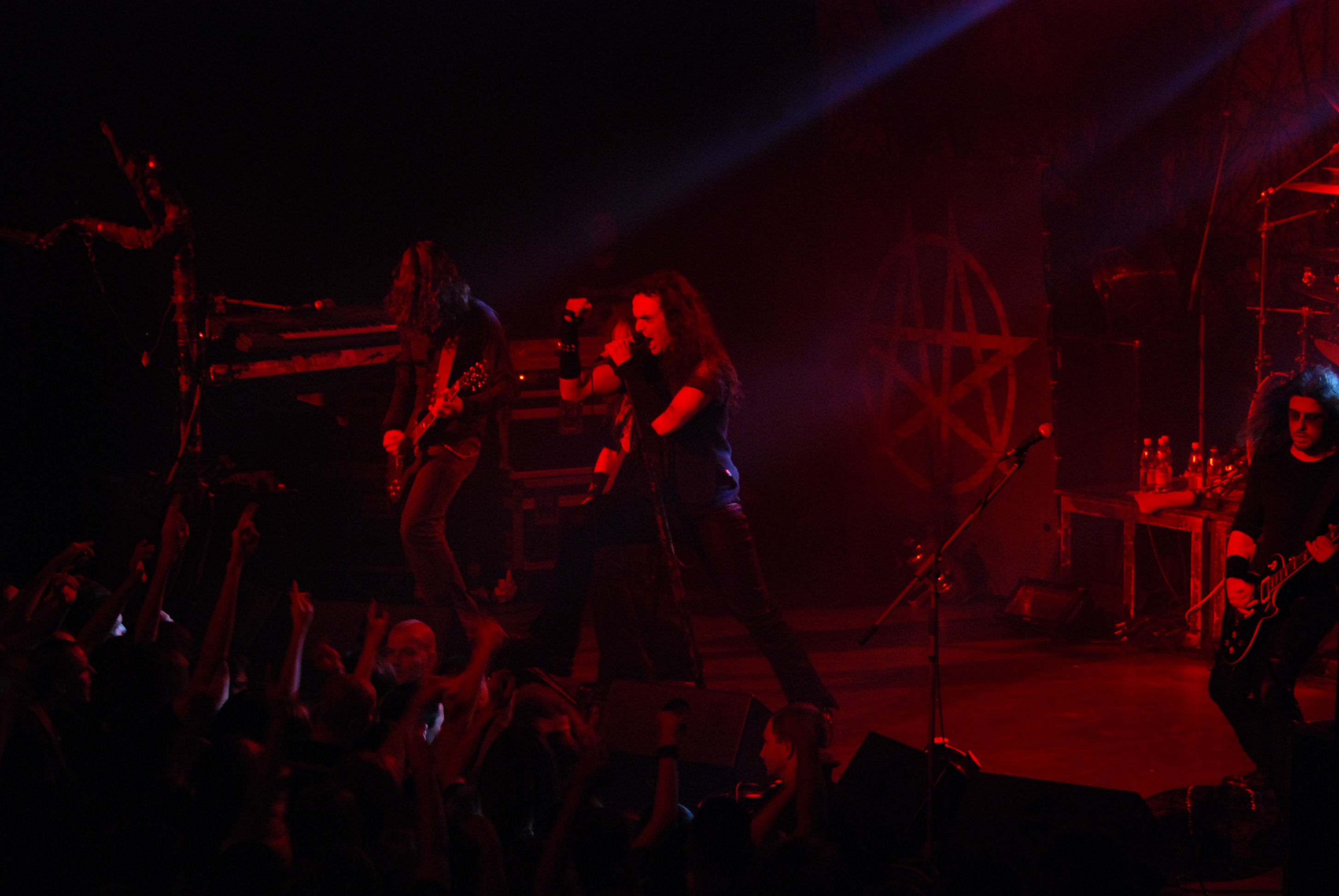
Koncert v klubu Studio v Krakově v roce 2007

### Současní členové
- Fernando Ribeiro (Langsuyar) – vokál (1989–současnost)
- Hugo Ribeiro – bicí (2020–současnost)
- Ricardo Amorim (Morning Blade) – kytara (1995–současnost)
- Pedro Paixão (Passionis/Neophytus) – klávesy/kytara (1994–současnost)
- Aires Pereira (Ahriman) – baskytara (2003–současnost)

### Předchozí členové
- João Pedro – baskytara (1989–1997)
- Sérgio Crestana – baskytara (1997–2003)
- Waldemar Sorychta – baskytara (2006–2007)
- Niclas Etelävuori – baskytara (2003–2008)
- Miguel Gaspar (Mike/Nisroth) – bicí (1992–2020)

## Diskografie
Dema
- Serpent Angel (1992)
- Anno Satanae (1994)

Studiová alba
- Wolfheart (1995)
- Irreligious (1996)
- Sin/Pecado (1998)
- The Butterfly Effect (1999)
- Darkness and Hope (2001)
- The Antidote (2003)
- Memorial (2006)
- Under Satanæ (2007)
- Night Eternal (2008)
- Alpha Noir / Ómega White (2012)
- Extinct (2015)[4]
- 1755 (2017)
- Hermitage (2021)

Koncertní alba
- Lisboa Under the Spell (2018)

Kompilace
- Sin/Pecado + Irreligious (2000)
- Wolfheart/The Butterfly Effect (2001)
- The Great Silver Eye (2007)
- Under Satanæ (2007)

EP
- Under the Moonspell (1994)
- 2econd Skin (1997)